# Budča
Budča je obec na Slovensku v okrese Zvolen. V roce 2009 zde žilo 1 246 obyvatel, rozloha katastrálního území činí 15,91 km².
Obec leží 5 km západně od města Zvolen, na pravém břehu řeky Hron.